# مقاطعة اللجان العسكرية في غوانتانامو

شعار رسمه علي البهلول داخل محبسه في 2006 للدعوة لمقاطعة اللجان العسكرية في غوانتانامو.

بعد أن تم توجيه تهم من قبل المحاكم واللجان العسكرية إلى عدد من المعتقلين في معتقل غوانتانامو معسكرات الاعتقال في 2006، دعى عدد من المعتقلين إلى مقاطعة اللجان العسكرية وعدد حضور المحاكمات، حيث بدأ علي البهلول بالمقاطعة، ثم لاقت المقاطعة زخمًا في عام 2008.
هددت المقاطعة مستقبل المحاكم العسكرية، وانخفاض مصداقية قانون اللجان العسكرية لعام 2006، وانتشرت الدعاوي في الأوساط الحقوقية أن المحاكم غير محايدة، وأن المعتقلين يتعرضون لسوء المعاملة أو التعذيب لإعطاء اعترافات كاذبة.

## أبرز المعتقلين الذين أعلنوا المقاطعة
- علي حمزة أحمد سليمان البهلول، متهم بصنع أشرطة الفيديو تابعة لتنظيم القاعدة.
- محمد جواد، مواطن أفغاني، متهم بإلقاء قنبلة يدوية على دورية أمريكية في أفغانستان عندما كان عمره 17 عامًا.
- سالم أحمد حمدان، متهم بأنه كان سائق أسامة بن لادن الشخصي، أعلن المقاطعة في 29 أبريل 2008.[3]